# Sunrise Avenue
Sunrise Avenue — фінський музичний гурт, створений 2002 року у місті Гельсінкі, Фінляндія. Початковою назвою колективу було Sunrise, а в 2003 році назву було змінено на Sunrise Avenue. Їхній стиль варіюється від року та поп-року до рок-балад. Гурт випустив п'ять студійних альбомів, два концертних альбоми, три концертних DVD, альбом найкращих альбомів і 21 сингл. Вони успішні та відомі в усій континентальній Європі, особливо в їхній рідній країні та Німеччині, а також у деяких країнах Східної Європи.

## Учасники гурту
Нинішні учасники
- Саму Хабер  — вокал, гітара
- Рауль Рууту  — бас, бек-вокал
- Самі Осала — ударні
- Ріку Раджамаа — соло-гітара, бек-вокал

Гастрольні учасники
- Осмо Іконен — клавішні

Колишні учасники
- Ян Гогенталь — гітара, вокал (1992—2002)
- Самі Хейнянен — бас, бек-вокал (1995—2002)
- Тейо Ямся — ударні (2004—2005)
- Янне Кярккяйнен — гітара, бек-вокал (2002—2007)
- Юхо Сендмен — ударні, бек-вокал (2002—2004)
- Теййо Ямса — ударні (2004—2006)
- Юкка Баклунд — клавішні (2005—2008)
- Оллі Тумеліус — ударні (2005)
- Ленні-Каллє Тайпале — (2010)
- Хейккі Пухакайнен — (2011)

## Дискографія

### Студійні альбоми
- On the Way to Wonderland (2006)
- Popgasm (2009)
- Out of Style (2011)
- Unholy Ground (2013)

### Акустичні та концертні збірки
- Acoustic Tour 2010 (2010)
- Out of Style — Live Edition (2012)